# Alcalde de Viena

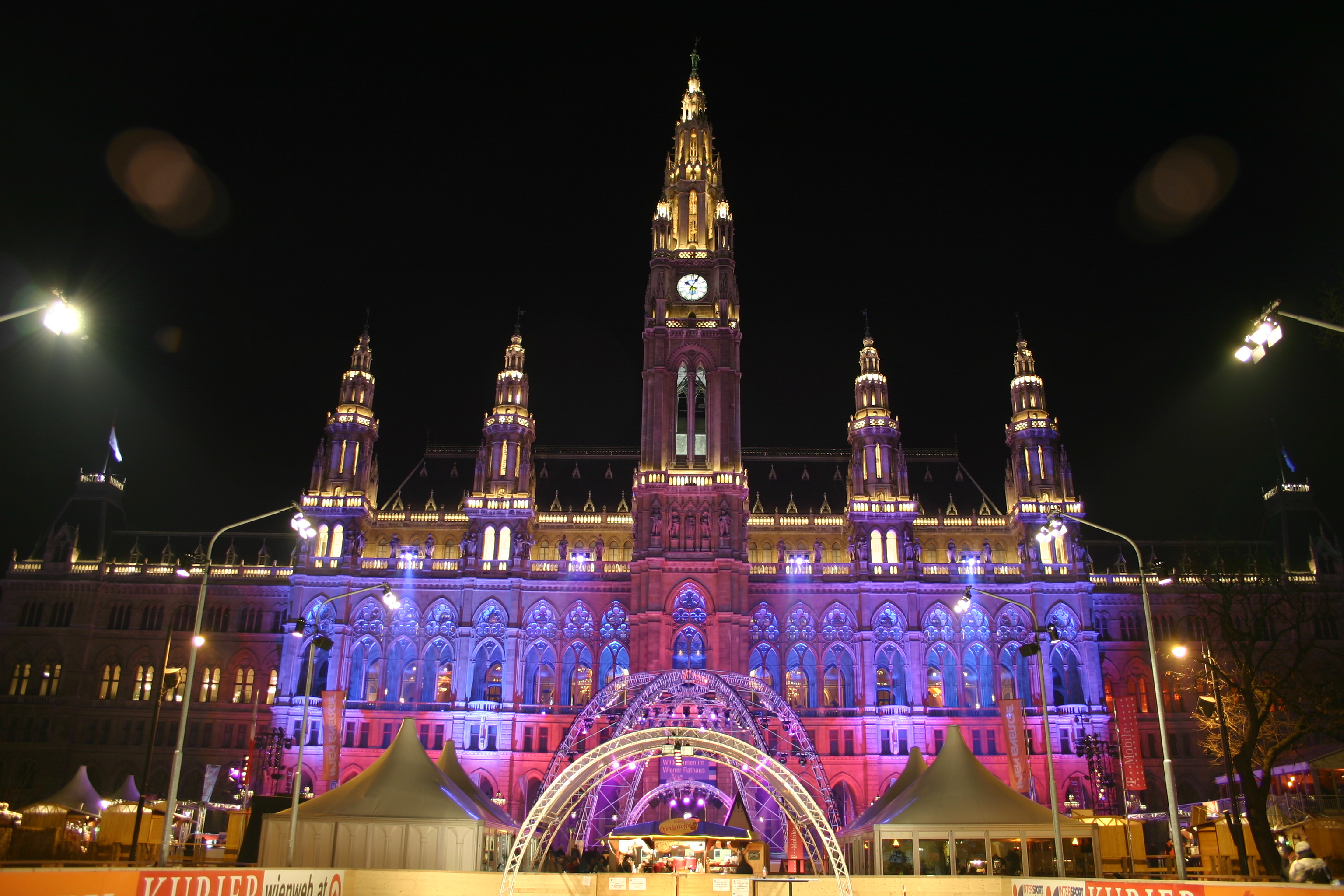
Ayuntamiento de Viena.

El puesto de alcalde de Viena empezó en 1282, con Konrad Poll como alcalde.

## Historia
Las siguientes personas fueron alcaldes de Viena: 

### Monarquía de los Habsburgo
- Konrad Poll 1282
- Heinrich Hansgraf 1285
- Konrad von Eslarn 1287
- Konrad Poll 1288-1305
- Heinrich Chrannest 1305-07
- Dietrich von Kahlenberg 1307
- Heinrich von d. Neisse 1308
- Niklas von Eslarn 1309
- Niklas von Eslarn 1309-13
- Heinrich von d. Neisse 1310
- Niklas Poll 1313-15
- Hermann von St. Pölten 1316
- Niklas von Eslarn 1316-17
- Hermann von St. Pölten 1318
- Otto Wülfleinstorfer 1319-23
- Stephan Chriegler 1323
- Niklas Poll 1324-27
- Stephan Chriegler 1327-28
- Heinrich Lang 1329-30
- Dietrich Urbetsch 1332-33
- Hermann Snaezl 1333-34
- Dietrich Urbetsch 1335-37
- Konrad von Eslarn 1337-38
- Berthold Poll 1338-39
- Konrad Wiltwerker 1340-43
- Hagen von Spielberg 1343-44
- Reinprecht Zaunrüd 1345-47
- Friedrich von Tierna 1348-49
- Dietrich Flusthart 1350-51
- Friedrich von Tierna 1352
- Heinrich Würfel 1353
- Dietrich Flusthart 1354
- Haunold Schuchler the Elder 1354
- Leopold Polz 1355
- Heinrich Straicher 1356-57
- Haunold Schuchler el Mayor 1357-58
- Leopold Polz 1358-60
- Heinrich Straicher 1359-60
- Haunold Schuchler el Mayor 1360-61
- Hans von Tierna 1362-64
- Friedrich Rüschl 1364
- Lukas Popfinger 1365-66
- Thomas Swaeml 1366-67
- Niklas Würfel 1368-70
- Thomas Swaeml 1370-71
- Ulrich Rößl 1372-74
- Jans am Kienmarkt 1374-76
- Paul Holzkäufl 1376-79
- Jans am Kienmarkt 1379-81
- Paul Holzkäufl 1381-86
- Michael Geukramer 1386-95
- Paul Holzkäufl 1396
- Paul Würfel 1396-97
- Jakob Dorn 1398
- Hans Rockh 1398-99
- Paul Holzkäufl 1399-1400
- Berthold Lang 1401
- Paul Würfel 1401-03
- Haunold Schuchler, el Joven 1402-03
- Konrad Vorlauf 1403-04
- Paul Würfel 1404-05
- Rudolf Angerfelder 1405-06
- Konrad Vorlauf 1406-08
- Konrad Rampersdorffer 1408
- Hans Feldsberger 1408-09
- Paul Geyr 1410
- Albrecht Zetter 1410-11
- Rudolf Angerfelder 1411-19
- Hans Musterer 1420-21
- Ulrich Gundloch 1422
- Konrad Holzler el Mayor 1423-25
- Hans Scharffenberger 1425-26
- Paul Würfel el Joven 1427
- Niklas Undermhimmel 1428-29
- Konrad Holzler el Mayor 1430-33
- Hans Steger 1434-39
- Niklas Undermhimmel 1438
- Konrad Holzler el Mayor 1440-41
- Andre Hiltprant 1442
- Hans Steger 1443
- Hans Haringseer 1444-46
- Hans Steger 1447-49
- Konrad Holzler el Joven 1450-51
- Oswald Reicholf 1452
- Niklas Teschler 1453
- Oswald Reicholf 1454
- Konrad Holzler el Joven 1455
- Niklas Teschler 1456-57
- Thomas Schwarz 1457
- Jakob Starch 1457-60
- Christian Prenner 1461-62
- Sebastian Ziegelhauser 1462
- Wolfgang Holzer 1462-63
- Friedrich Ebmer 1463
- Ulrich Metzleinstorffer 1464-66
- Martin Enthaimer 1467
- Andreas Schönbrucker 1467-73
- Hans Heml 1473-79
- Laurenz Haiden 1479-84
- Stephan Een 1485-86
- Leonhard Radauner 1487-89
- Laurenz Taschendorfer 1489-90
- Stephan Een 1490
- Paul Keck 1490-93
- Friedrich Geldreich 1494-96
- Paul Keck 1497-99
- Wolfgang Rieder 1500-01
- Leonhard Lackner 1502
- Wolfgang Zauner 1503
- Paul Keck 1504-07
- Sigmund Pernfuß 1507
- Paul Keck 1508
- Wolfgang Rieder 1509-10
- Hans Süß 1511-12
- Leonhard Pudmannsdorfer 1512
- Hans Küchler 1513
- Friedrich Piesch 1514
- Johann Kaufmann 1515
- Hans Süß 1516
- Hans Rinner 1516-17
- Leonhard Pudmannsdorfer 1518
- Wolfgang Kirchhofer 1519-20
- Hans Süß 1520
- Martin Siebenbürger 1520-21
- Gabriel Guetrater 1522-24
- Hans Süß 1524-26
- Roman Staudinger 1526
- Sebastian Sulzbeck 1527
- Wolfgang Treu 1528-30
- Sebastian Eysler 1531
- Wolfgang Treu 1532-33
- Johann Pilhamer 1534-35
- Wolfgang Treu 1536-37
- Hermes Schallautzer 1538-39
- Paul Pernfuß 1540-41
- Stephan Tenck 1542-46
- Sebastian Schrantz 1547-48
- Sebastian Hutstocker 1549-50
- Christoph Hayden 1551-52
- Sebastian Hutstocker 1553-55
- Hans Übermann 1556-57
- Georg Prantstetter 1558-59
- Thomas Siebenbürger 1560-61
- Hermann Bayr 1562-63
- Matthias Brunnhofer 1564-65
- Hans Übermann 1566-67
- Georg Prantstetter 1568-69
- Hanns von Thau 1570-71
- Georg Prantstetter 1572-73
- Hanns von Thau 1574-75
- Christoph Hutstocker 1576-77
- Hanns von Thau 1578-79
- Bartholomäus Prantner 1580-81
- Hanns von Thau 1582-83
- Bartholomäus Prantner 1584-85
- Oswald Hüttendorfer 1586-87
- Hanns von Thau 1588-89
- Georg Fürst 1590-91
- Bartholomäus Prantner 1592-95
- Paul Steyrer 1596-97
- Oswald Hüttendorfer 1598-99
- Andreas Rieder 1600-01
- Georg Fürst 1602-03
- Augustin Haffner 1604-07
- Lukas Lausser 1608-09
- Daniel Moser 1610-13
- Veit Resch 1614-15
- Daniel Moser 1616-22
- Paul Wiedemann 1623-25
- Daniel Moser 1626-37
- Christoph Faßoldt 1638-39
- Konrad Bramber 1640-45
- Caspar Bernhardt 1646-48
- Johann Georg Dietmayr 1648-53
- Thomas Wolfgang Puechenegger 1654-55
- Johann Georg Dietmayr von Dietmannsdorf 1656-59
- Johann Christoph Holzner 1660-63
- Johann Georg Dietmayr von Dietmannsdorf 1664-67
- Johann Christoph Holzner 1667-69
- Daniel Lazarus Springer 1670-73
- Peter Sebastian Fügenschuh 1674-77
- Daniel Lazarus Springer 1678-79
- Johann Andreas von Liebenberg 1680-83
- Simon Stephan Schuster 1684-87
- Daniel Fockhy 1688-91
- Johann Franz Peickhardt 1692-95
- Jakob Daniel Tepser 1696-99
- Johann Franz Peickhardt 1700-03
- Jakob Daniel Tepser 1704-07
- Johann Franz Wenighoffer 1708-12
- Johann Lorenz Trunck von Guttenberg 1713-16
- Josef Hartmann 1717-20
- Franz Josef Hauer 1721-24
- Josef Hartmann 1725-26
- Franz Josef Hauer 1727-28
- Johann Franz Purck 1729-30
- Franz Daniel Edler von Bartuska 1731-32
- Andreas Ludwig Leitgeb 1733-36
- Johann Adam von Zahlheim 1737-40
- Peter Joseph Kofler 1741-44
- Andreas Ludwig Leitgeb 1745-51
- Peter Joseph Edler von Kofler 1751-64
- Leopold Franz Gruber 1764
- Josef Anton Bellesini 1764-67
- Leopold Franz Gruber 1767 - 1773
- Josef Georg Hörl 1773 - 1804
- Stephan Edler von Wohlleben 1804 - 1823
- Anton Joseph Edler von Leeb 1835 - 1837
- Ignaz Czapka 1838 – 1848
- Johann Kaspar Freiherr von Seiller 1851 – 1861
- Andreas Zelinka 1861 – 1868
- Cajetan Freiherr von Felder 1868 – 1878
- Julius von Newald 1878 – 1882
- Eduard Uhl 1882 – 1889
- Johann Prix 1889 - 1894
- Raimund Grübl 1894 - 1895
- Hans von Friebeis 1895 - 1896
- Josef Strobach 1896 – 1897
- Karl Lueger[1] 1897 – 1910 (CS)
- Josef Neumayer 1910 - 1912 (CS)
- Richard Weiskirchner 1912 – 1919 (CS)

### Primera República
- Jakob Reumann 1919 – 1923 (SDAPÖ)
- Karl Seitz 1923 - 1934 (SDAPÖ)
- Richard Schmitz 1934 - 1938 (Frente Patriótico)

### Ocupación por parte de la Alemania Nazi
- Hermann Neubacher 1938 - 1940 (NSDAP)
- Philipp Wilhelm Jung 1940 - 1943 (NSDAP)
- Hanns Blaschke 1943 – 1945 (NSDAP)

### Segunda República
- Rudolf Prikryl (12 de abril – 15 de abril), 1945 (KPÖ)
- Theodor Körner 1945 - 1951 (SPÖ)
- Franz Jonas 1951 - 1965 (SPÖ)
- Bruno Marek 1965 - 1970 (SPÖ)
- Felix Slavik 1970 - 1973 (SPÖ)
- Leopold Gratz 1973 - 1984 (SPÖ)
- Helmut Zilk 1984 - 1994 (SPÖ)
- Michael Häupl 1994 - 2018 (SPÖ)
- Michael Ludwig desde 2018 (SPÖ)